# Thom van Bergen
Thom van Bergen, né le 6 janvier 2004 à Haren aux Pays-Bas, est un footballeur néerlandais qui joue au poste d'avant-centre au FC Groningue.

## Biographie

### En club
Né à Haren, dans la province de Groningue aux Pays-Bas, Thom van Bergen commence le football au VV Gorecht avant d'être formé par le FC Groningue, qu'il rejoint en 2015. En 2020 il est nommé pour le titre de Best Western Strijder van het Jaar, une récompense décernée aux jeunes de l'Académie du club. 
Il joue son premier match en professionnel le 8 janvier 2023, contre l'Excelsior Rotterdam, pour ce qui est sa première apparition en Eredivisie, la première division néerlandaise. Il est titularisé et son équipe est battue par un but à zéro.
Le 21 juillet 2023, Van Bergen signe un nouveau contrat avec Groningue, le liant au club jusqu'en juin 2026, avec une année supplémentaire en option,.

### En sélection
Thom van Bergen est sélectionné pour la première fois avec l'équipe des Pays-Bas des moins de 20 ans en mars 2023. Mais il ne joue aucun match avec cette sélection.
Il joue son premier match avec l'équipe des Pays-Bas espoirs le 10 octobre 2024, lors d'un match amical contre le Mexique. Il est titularisé et son équipe s'impose par un but à zéro.